# Мігель Анхель Нейра
Мігель Анхель Нейра (ісп. Miguel Ángel Neira, нар. 9 жовтня 1952, Уалькі) — чилійський футболіст, що грав на позиції півзахисника за низку чилійських команд, а також національну збірну Чилі.

## Клубна кар'єра
У дорослому футболі дебютував 1971 року виступами за команду клубу «Уачіпато», в якій провів чотири сезони, взявши участь у 92 матчах чемпіонату. 
Згодом з 1976 по 1981 рік грав у складі команд клубів «Уніон Еспаньйола» та «О'Хіггінс».
1982 року перейшов до клубу «Універсідад Католіка», за який відіграв 5 сезонів. Більшість часу, проведеного у складі «Універсідад Католіка», був основним гравцем команди. Завершив професійну кар'єру футболіста виступами за команду «Універсідад Католіка» у 1987 році.

## Виступи за збірну
1976 року дебютував в офіційних матчах у складі національної збірної Чилі.
У складі збірної був учасником розіграшу Кубка Америки 1979 року, де разом з командою здобув «срібло», а також чемпіонату світу 1982 року в Іспанії, де взяв участь у всіх трьох матчах групового етапу, на якому чилійці й завершили боротьбу на турнірі.
Загалом протягом кар'єри у національній команді, яка тривала 10 років, провів у формі головної команди країни 45 матчів, забивши 4 голи.

## Титули і досягнення
- Срібний призер Кубка Америки: 1979